# Paral·lel 14° nord
El paral·lel 14° nord és una línia de latitud que es troba a 14 graus nord de la línia equatorial terrestre. Travessa Àfrica, Àsia, l'Oceà Índic, l'Oceà Pacífic, Amèrica Central, el Carib i l'oceà Atlàntic.
En aquesta latitud el sol és visible durant 12 hores, 57 minuts durant el solstici d'estiu i 11 hores, 18 minuts durant el solstici d'hivern.

## Dimensions
En el sistema geodèsic WGS84, Al nivell del paral·lel 14, un grau de longitud equival a 108,034 km; la llargada total del paral·lel és de 38.892 km, el 97 % de la llargada de l'equinocci,d el que es troba a 1.548 km i a 8.454 km del pol Nord
Com tots els altres paral·lels a part de l'equador, el paral·lel 14° nord no és un cercle màxim i no és la distància més curta entre dos punts, fins i tot si es troben al mateix latitud. Per exemple, seguint el paral·lel, la distància recorreguda entre dos punts de longitud oposada és 19.446 km; després d'un cercle màxim (que passa pel Pol Nord), només és 16.908 km.

## Al voltant del món
A partir del Primer Meridià i cap a l'est, el paral·lel 14 ° nord passa per:
| Coordenades                               | País, territori o mar     | Notes |
| ----------------------------------------- | ------------------------- | --- |
| 14° 0′ N, 0° 0′ E / 14.000°N,0.000°E      | Burkina Faso              | |
| 14° 0′ N, 0° 25′ E / 14.000°N,0.417°E     | Níger                     | La frontera amb Txad és al llac Txad                                                                                 |
| 14° 0′ N, 13° 34′ E / 14.000°N,13.567°E   | Txad                      | |
| 14° 0′ N, 22° 19′ E / 14.000°N,22.317°E   | Sudan                     | |
| 14° 0′ N, 36° 28′ E / 14.000°N,36.467°E   | Etiòpia                   | |
| 14° 0′ N, 40° 57′ E / 14.000°N,40.950°E   | Eritrea                   | |
| 14° 0′ N, 41° 39′ E / 14.000°N,41.650°E   | Mar Roig                  | |
| 14° 0′ N, 42° 41′ E / 14.000°N,42.683°E   | Iemen                     | Illa Zuqar |
| 14° 0′ N, 42° 47′ E / 14.000°N,42.783°E   | Mar Roig                  | |
| 14° 0′ N, 43° 9′ E / 14.000°N,43.150°E    | Iemen                     | |
| 14° 0′ N, 47° 54′ E / 14.000°N,47.900°E   | Oceà Índic                | Mar d'Aràbia |
| 14° 0′ N, 48° 10′ E / 14.000°N,48.167°E   | Iemen                     | |
| 14° 0′ N, 48° 28′ E / 14.000°N,48.467°E   | Oceà Índic                | Mar d'Aràbia |
| 14° 0′ N, 74° 30′ E / 14.000°N,74.500°E   | Índia                     | Karnataka Andhra Pradesh Karnataka - uns 3 km Andhra Pradesh                                                         |
| 14° 0′ N, 80° 9′ E / 14.000°N,80.150°E    | Oceà Índic                | Golf de Bengala |
| 14° 0′ N, 93° 13′ E / 14.000°N,93.217°E   | Myanmar (Birmània)        | Little Coco |
| 14° 0′ N, 93° 14′ E / 14.000°N,93.233°E   | Oceà Índic                | Mar d'Andaman - passa just al sud de Great Coco, Myanmar                                                             |
| 14° 0′ N, 98° 3′ E / 14.000°N,98.050°E    | Myanmar (Birmània)        | |
| 14° 0′ N, 99° 0′ E / 14.000°N,99.000°E    | Tailàndia                 | passa just al nord de Rangsit vora Bangkok                                                                           |
| 14° 0′ N, 102° 52′ E / 14.000°N,102.867°E | Cambodja                  | |
| 14° 0′ N, 105° 50′ E / 14.000°N,105.833°E | Laos                      | |
| 14° 0′ N, 106° 8′ E / 14.000°N,106.133°E  | Cambodja                  | |
| 14° 0′ N, 107° 23′ E / 14.000°N,107.383°E | Vietnam                   | |
| 14° 0′ N, 109° 15′ E / 14.000°N,109.250°E | Mar de la Xina Meridional | passa just al nord de l'illa Lubang, Filipines                                                                       |
| 14° 0′ N, 120° 37′ E / 14.000°N,120.617°E | Filipines                 | Illa de Luzon – passa a través del llac Taal, i el volcà Taal en una illa en el llac                                 |
| 14° 0′ N, 121° 56′ E / 14.000°N,121.933°E | Badia Lamon               | Passa per la punta més meridional d'Alabat Island, Filipines                                                         |
| 14° 0′ N, 122° 19′ E / 14.000°N,122.317°E | Filipines                 | Illa de Luzon |
| 14° 0′ N, 123° 3′ E / 14.000°N,123.050°E  | Badia de San Miguel       | |
| 14° 0′ N, 123° 13′ E / 14.000°N,123.217°E | Filipines                 | Illa de Luzon |
| 14° 0′ N, 123° 24′ E / 14.000°N,123.400°E | Oceà Pacífic              | Mar de les Filipines                                                                                                 |
| 14° 0′ N, 124° 7′ E / 14.000°N,124.117°E  | Filipines                 | Illa de Catanduanes                                                                                                  |
| 14° 0′ N, 124° 17′ E / 14.000°N,124.283°E | Oceà Pacífic              | Mar de les Filipines · passa just al sud de Rota, Illes Mariannes Septentrionals · i en una part sense nom de l'Oceà |
| 14° 0′ N, 91° 26′ O / 14.000°N,91.433°O   | Guatemala                 | |
| 14° 0′ N, 89° 56′ O / 14.000°N,89.933°O   | El Salvador               | |
| 14° 0′ N, 88° 35′ O / 14.000°N,88.583°O   | Hondures                  | passa just al sud de Tegucigalpa                                                                                     |
| 14° 0′ N, 86° 8′ O / 14.000°N,86.133°O    | Nicaragua                 | |
| 14° 0′ N, 86° 1′ O / 14.000°N,86.017°O    | Hondures                  | |
| 14° 0′ N, 85° 40′ O / 14.000°N,85.667°O   | Nicaragua                 | |
| 14° 0′ N, 83° 25′ O / 14.000°N,83.417°O   | Mar Carib                 | |
| 14° 0′ N, 61° 1′ O / 14.000°N,61.017°O    | Saint Lucia               | passa just al sud de Castries                                                                                        |
| 14° 0′ N, 60° 53′ O / 14.000°N,60.883°O   | Oceà Atlàntic             | |
| 14° 0′ N, 16° 47′ O / 14.000°N,16.783°O   | Senegal                   | |
| 14° 0′ N, 12° 1′ O / 14.000°N,12.017°O    | Mali                      | |
| 14° 0′ N, 2° 51′ O / 14.000°N,2.850°O     | Burkina Faso              | |